# Fissidens wichurae
Fissidens wichurae là một loài Rêu trong họ Fissidentaceae. Loài này được Broth. & M. Fleisch. mô tả khoa học đầu tiên năm 1899.